# Domenico Bresolin

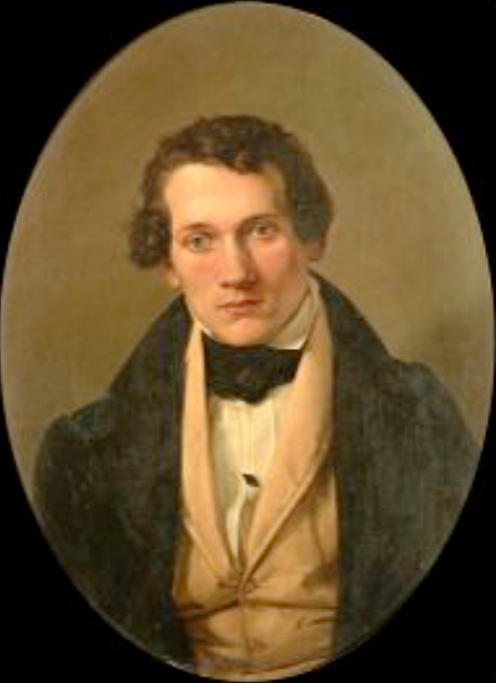
Selbstporträt, za. 1842

Domenico Bresolin (* 15. Dezember 1813 in Padua, Italien; † 23. März 1900 in Venedig) war ein italienischer Maler und Fotograf.

## Leben
Bresolin wurde als Sohn eines Maurers geboren und begann sein Arbeitsleben als Anstreicher. 1841 schrieb er sich an der venezianischen Accademia di belle arti di Venezia ein. Dort gehörten zu seinen Lehrern der Architekt F. Lazzari, die Maler G. Bagnara und T. Orsi, sowie der Bildhauer Luigi Zandomeneghi. 1864 übernahm er an der Akademie die Professur für Landschaftsmalerei.
Bresolins Gemälde befinden sich in privaten Sammlungen in Este und Padua sowie in der Galleria internazionale d’arte moderna in der Ca’ Pesaro in Venedig.
Die Negative der Fotografien Bresolins kaufte der italienische Fotograf Carlo Ponti. 2014 kaufte die Neue Pinakothek in München knapp 10.000 Abzüge von italienischen Fotografien aus der Frühzeit der Fotografie, die Sammlung Dietmar Siegert, zu der auch Abzuge der Werke Bresolins gehören.

## Ausstellungen
- 1996: Venedig in frühen Photographien von Domenico Bresolin. „Pittore, Fotografo“. Schackgalerie, München. Katalog.